# Чхве Субин
Чхве Субин (кор. 최수빈; род. 5 декабря 2000 года, Ансан, Кёнгидо, Республика Корея), более известный как Субин, — южнокорейский певец, автор песен и ведущий. Является участником K-pop бой-бэнда TXT.

## Биография
Субин родился в Ансане, Кёнгидо, Республика Корея. Впервые он прошёл прослушивание в Big Hit Music в 2016 году благодаря видео, которое он записал в своей спальне. После этого его позвали на второе прослушивание и, наконец, приняли в компанию в качестве стажёра.  

## Карьера

### 2019 — настоящее время: Tomorrow X Together
10 января 2019 года Big Hit объявили о дебюте новой мужской группы под названием Tomorrow X Together. Три дня спустя стало известно, что Субин станет вторым участником этой группы, благодаря вступительному видео, которое компания опубликовала на своём официальном канале YouTube. Он официально дебютировал в качестве участника TXT 4 марта 2019 года с синглом «Crown» из альбома «Dream Chapter: Star». 28 апреля 2020 года группа выпустила новый альбом The Dream Chapter: Eternity, в котором Субин участвовал как композитор в песне «Maze in the Mirror».

### 2020 — настоящее время: сольная деятельность
Субин был ведущим музыкальной программы Music Bank вместе с Арин из женской группы Oh My Girl с 24 июля 2020 года по 1 октября 2021 года.